# Women’s British Open
Die Women’s British Open ist eines der herausragenden Profi-Turniere im Damengolf, das sowohl in der Ladies European Tour als auch der LPGA Tour als Major-Golf-Turnier anerkannt ist.

## Geschichte
Die Women’s British Open wurde 1976 von der Ladies' Golf Union (LGU) eingeführt. Sie sollte das Pendant zur British Open der Herren sein.
Anfangs war es für die Organisatoren schwierig, die Meisterschaft auf den wichtigsten Golfplätzen veranstalten zu dürfen – Ausnahme war der Royal Birkdale Golf Club, der in den Jahren 1982 und 1986 zweimal Gastgeber für dieses Turnier wurde.
In den Folgejahren fand das Turnier zwischen 1984 und 1999 allein zehnmal im Woburn Golf und Country Club statt. Im Jahre 2007 fand das Turnier erstmals auf dem Old Course in St Andrews, Schottland statt. Im Gegensatz zu den Turnieren der Herren zielt man nicht nur auf Links-Courses ab und hat dadurch auch mehr Möglichkeiten, verschiedene Plätze zu nutzen.
Bis 1993 war das Turnier ausschließlich eine Station der Ladies European Tour. Weil die Qualität des Teilnehmerfeldes und das Ansehen des Events zunahmen, wurde es 1994 auch eine offizielle Station der LPGA Tour. Im Jahre 2001 stiegen die Women’s British Open zu den Major-Turnier auf und traten an die Stelle der kanadischen du Maurier Classic.
Im Jahr 2005 meldeten 150 Teilnehmer, aber nur 65 von ihnen erreichten den Cut nach der zweiten Runde. 2007 und 2008 betrug das Preisgeld £ 1.050.000.

## Sponsoren und Turniernamen
In den Jahren 1987 bis 2006 wurde das Turnier von der Fa. Weetabix (Cornflakes) gesponsert, von 2007 bis 2018 trug das Turnier den Namen Ricoh Women's British Open, benannt nach dem japanischen Sponsor Ricoh Company, Ltd. Seit 2019 ist das amerikanische Versicherungsunternehmen AIG Titelsponsor des Turniers.

## Siegerinnen seit 1976
| Jahr                                                     | Sieger                                         | Nationalität                                   | Ort/Anlage                                     | Ergebnis                                       |
| AIG Women's Open (Major-Turnier der LPGA Tour)           | AIG Women's Open (Major-Turnier der LPGA Tour) | AIG Women's Open (Major-Turnier der LPGA Tour) | AIG Women's Open (Major-Turnier der LPGA Tour) | AIG Women's Open (Major-Turnier der LPGA Tour) |
| -------------------------------------------------------- | ---------------------------------------------- | ---------------------------------------------- | ---------------------------------------------- | ---------------------------------------------- |
| 2025                                                     | Miyū Yamashita                                 | Japan                                          | Royal Porthcawl Golf Club                      | 277 (−11)                                      |
| 2024                                                     | Lydia Ko                                       | Neuseeland                                     | Old Course                                     | 281 (−7)                                       |
| 2023                                                     | Lilia Vu                                       | Vereinigte Staaten                             | Walton Heath Golf Club                         | 274 (−14)                                      |
| 2022                                                     | Ashleigh Buhai                                 | Südafrika                                      | Muirfield Golf Club                            | 274 (−10)                                      |
| 2021                                                     | Anna Nordqvist                                 | Schweden                                       | Carnoustie Golf Links                          | 276 (−12)                                      |
| 2020                                                     | Sophia Popov                                   | Deutschland                                    | Royal Troon Golf Club                          | 277 (−7)                                       |
| AIG Women's British Open (Major-Turnier der LPGA Tour)   |                                                |                                                |                                                |                                                |
| 2019                                                     | Hinako Shibuno                                 | Japan                                          | Woburn Golf and Country Club                   | 270 (−18)                                      |
| Ricoh Women's British Open (Major-Turnier der LPGA Tour) |                                                |                                                |                                                |                                                |
| 2018                                                     | Georgia Hall                                   | England                                        | Royal Lytham & St Annes Golf Club              | 271 (−17)                                      |
| 2017                                                     | Kim In-kyung                                   | Südkorea                                       | Kingsbarns Golf Links                          | 270 (−18)                                      |
| 2016                                                     | Ariya Jutanugarn                               | Thailand                                       | Woburn Golf and Country Club                   | 272 (−16)                                      |
| 2015                                                     | Park In-bee                                    | Südkorea                                       | Turnberry Golf Club                            | 276 (−12)                                      |
| 2014                                                     | Mo Martin                                      | Vereinigte Staaten                             | Royal Birkdale Golf Club                       | 287 (−1)                                       |
| 2013                                                     | Stacy Lewis                                    | Vereinigte Staaten                             | Old Course                                     | 280 (−0)                                       |
| 2012                                                     | Jiyai Shin                                     | Südkorea                                       | Royal Liverpool Golf Club                      | 279 (−9)                                       |
| 2011                                                     | Yani Tseng                                     | Taiwan                                         | Carnoustie Golf Links                          | 272 (−16)                                      |
| 2010                                                     | Yani Tseng                                     | Taiwan                                         | Royal Birkdale                                 | 277 (−11)                                      |
| 2009                                                     | Catriona Matthew                               | Schottland                                     | Royal Lytham & St Annes Golf Club              | 285 (−3)                                       |
| 2008                                                     | Ji-Yai Shin                                    | Südkorea                                       | Sunningdale Golf Club                          | 270 (−18)                                      |
| 2007                                                     | Lorena Ochoa                                   | Mexiko                                         | Old Course at St Andrews                       | 287 (−1)                                       |
| Women’s British Open (Major-Turnier der LPGA-Tour)       |                                                |                                                |                                                |                                                |
| 2006                                                     | Sherri Steinhauer                              | Vereinigte Staaten                             | Royal Lytham & St Annes Golf Club              | 281 (−7)                                       |
| 2005                                                     | Jeong Jang                                     | Südkorea                                       | Royal Birkdale Golf Club                       | 272 (−16)                                      |
| 2004                                                     | Karen Stupples                                 | England                                        | Sunningdale Golf Club                          | 269 (−19)                                      |
| 2003                                                     | Annika Sörenstam                               | Schweden                                       | Royal Lytham & St Annes Golf Club              | 278 (−10)                                      |
| 2002                                                     | Karrie Webb                                    | Australien                                     | Turnberry - Ailsa Course                       | 273 (−11)                                      |
| 2001                                                     | Se Ri Pak                                      | Südkorea                                       | Sunningdale Golf Club                          | 277 (−11)                                      |
| Women’s British Open (LPGA Tour)                         |                                                |                                                |                                                |                                                |
| 2000                                                     | Sophie Gustafson                               | Schweden                                       | Royal Birkdale Golf Club                       | 282 (−6)                                       |
| 1999                                                     | Sherri Steinhauer                              | Vereinigte Staaten                             | Woburn Golf and Country Club                   | 283 (−5)                                       |
| 1998                                                     | Sherri Steinhauer                              | Vereinigte Staaten                             | Royal Lytham & St Annes Golf Club              | 292 (+4)                                       |
| 1997                                                     | Karrie Webb                                    | Australien                                     | Sunningdale Golf Club                          | 269 (−19)                                      |
| 1996                                                     | Emilee Klein                                   | Vereinigte Staaten                             | Woburn Golf and Country Club                   | 277 (−11)                                      |
| 1995                                                     | Karrie Webb                                    | Australien                                     | Woburn Golf and Country Club                   | 278 (−10)                                      |
| 1994                                                     | Liselotte Neumann                              | Schweden                                       | Woburn Golf and Country Club                   | 280 (−8)                                       |
| Women’s British Open (nur Ladies European Tour)          |                                                |                                                |                                                |                                                |
| 1993                                                     | Karen Lunn                                     | Australien                                     | Woburn Golf and Country Club                   | 275                                            |
| 1992                                                     | Patty Sheehan                                  | Vereinigte Staaten                             | Woburn Golf and Country Club                   | 207                                            |
| 1991                                                     | Penny Grice-Whittaker                          | England                                        | Woburn Golf and Country Club                   | 284                                            |
| 1990                                                     | Helen Alfredsson                               | Schweden                                       | Woburn Golf and Country Club                   | 288                                            |
| 1989                                                     | Jane Geddes                                    | Vereinigte Staaten                             | Woburn Golf and Country Club                   | 274                                            |
| 1988                                                     | Corinne Dibnah                                 | Australien                                     | Woburn Golf and Country Club                   | 295                                            |
| 1987                                                     | Alison Nicholas                                | England                                        | Woburn Golf and Country Club                   | 296                                            |
| 1986                                                     | Laura Davies                                   | England                                        | Royal Birkdale Golf Club                       | 283                                            |
| 1985                                                     | Betsy King                                     | Vereinigte Staaten                             | Moor Park Golf Club                            | 300                                            |
| 1984                                                     | Ayako Okamoto                                  | Japan                                          | Woburn Golf and Country Club                   | 289                                            |
| 1983                                                     | Kein Turnier                                   | Kein Turnier                                   | Kein Turnier                                   | Kein Turnier                                   |
| 1982                                                     | Marta Figueras-Dotti (Amateur)                 | Spanien                                        | Royal Birkdale Golf Club                       | 296                                            |
| 1981                                                     | Debbie Massey                                  | Vereinigte Staaten                             | Northumberland Golf Club                       | 295                                            |
| 1980                                                     | Debbie Massey                                  | Vereinigte Staaten                             | Wentworth Club                                 | 294                                            |
| 1979                                                     | Alison Sheard                                  | Südafrika                                      | Southport and Ainsdale Golf Club               | 301                                            |
| 1978                                                     | Janet Melville                                 | England                                        | Foxhills Golf & Country Club                   | 310                                            |
| 1977                                                     | Vivien Saunders                                | England                                        | Lindrick Golf Club                             | 306                                            |
| 1976                                                     | Jenny Lee Smith                                | England                                        | Fulford Golf Club                              | 299                                            |